# Michael Stöber
Michael Stöber (* 25. Dezember 1974 in Wittlich) ist ein deutscher Rechtswissenschaftler und Hochschullehrer.

## Leben
Stöber machte 1994 das Abitur und leistete anschließend bis 1995 seinen Wehrdienst ab. Er absolvierte sein Studium der Rechtswissenschaften an der Rheinischen Friedrich-Wilhelms-Universität Bonn (1995–1999). Er schloss beide Staatsexamina der Rechtswissenschaft mit der Note "gut" ab. An der Universität Marburg wurde er mit der Dissertation Beschaffenheitsgarantien des Verkäufers promoviert. Danach verfolgte er zunächst eine Tätigkeit als Rechtsanwalt.
Stöber absolvierte sowohl Promotion (2005) als auch Habilitation (2011) bei Johannes Wertenbruch an der Universität Marburg. In der Zeit zwischen 2011 und 2014 nahm er Lehrstuhlvertretungen an den Universitäten Trier, Bochum, Münster und Konstanz wahr.
Seit 2014 ist er Mitglied und stellvertretender Vorsitzender der Ethikkommission des Fachbereichs Erziehungswissenschaften der Philipps-Universität Marburg. Im gleichen Jahr erhielt er einen Ruf für eine W2-Professur für Handels- und Gesellschaftsrecht an die TU Dortmund. Seit dem Sommersemester 2015 ist er Professor für Bürgerliches Recht, deutsches und internationales Steuer-, Handels- und Wirtschaftsrecht sowie Zivilverfahrensrecht an der Christian-Albrechts-Universität zu Kiel.
Er ist Mitherausgeber der Schriftenreihe „Forum Unternehmens-, Steuer- und Bilanzrecht“ und Mitglied des Justizprüfungsamts für die staatliche Pflichtfachprüfung bei dem Schleswig-Holsteinischen Oberlandesgericht in Schleswig. Von 2018 bis 2020 war er Studiendekan der Rechtswissenschaftlichen Fakultät der Christian-Albrechts-Universität zu Kiel.
Stöber nahm mehrfach Lehr- und Forschungsaufenthalte an ausländischen Universitäten wahr, darunter in England (London), Spanien (Madrid, Barcelona, Valencia), der Türkei (Istanbul), Italien (Rom), Kolumbien (Bogotá, Medellín, Cartagena) und Brasilien (Rio de Janeiro). Stöber ist Gründungsmitglied und Präsident der im Jahr 2018 gegründeten Deutsch-Kolumbianischen Juristenvereinigung/Asociación Colombo-Alemana de Juristas e.V.
Die Schwerpunkte seiner Forschung liegen im deutschen, europäischen und internationalen Vertragsrecht, Handels- und Gesellschaftsrecht sowie Steuerrecht.

## Schriften
Bisher gibt es mehr als 200 Veröffentlichungen von Stöber, vor allem zum deutschen, europäischen und internationalen Vertragsrecht, Handels- und Gesellschaftsrecht sowie Steuerrecht (Stand Juli 2021). Außer in deutscher Sprache veröffentlicht Stöber auch in spanischer, englischer, portugiesischer und russischer Sprache.